# 迪佩曼斯巴赫河
51°11′37″N 7°13′56″E / 51.193518°N 7.232224°E
迪佩曼斯巴赫河（德語：Diepmannsbach），是德國的河流，位於該國西部，流經北萊茵-威斯特法倫州，屬於莫斯巴赫河的左支流，河道全長3.1公里，河畔城鎮有雷姆沙伊德。